# Oranische Heeresreform
Als Oranische Heeresreform bezeichnet man die Reform des niederländischen Heeres gegen Ende des 16. Jahrhunderts.

## Voraussetzungen

### Neue Ideen
Die Wiederentdeckung antiker Schriftsteller in der Renaissance führte auch zur Beschäftigung mit Schriften griechischer und römischer Philosophen und Militärschriftsteller. Justus Lipsius entwickelte in seinen Schriften daraus unter anderem die theoretischen Grundlagen für ein neues Heerwesen.
Seine wichtigsten Ideen waren:
- Durch eine Wehrpflicht (dilectus) unter den Untertanen soll ein Heer entstehen, das nicht die bekannten Mängel der im Ausland geworbenen Söldner wie Untreue, Ungehorsam, Beunruhigung und Plünderung des eigenen Landes aufweist. Für ein kleines Berufsheer sind durch eine strenge Auslese jährlich die besten Bürger auszuwählen. Dieses Berufsheer wird verstärkt durch eine größere Reservearmee ebenfalls aus Bürgern für den Garnisonsdienst in Festungen und Städten und im Krieg zur Ergänzung der Linientruppen aus Berufssoldaten.
- Durch Ordnung (disciplina) soll eine neue Lebensweise der Soldaten erreicht werden. Diese Ordnung gründet auf vier Säulen:

1. Tägliches Exerzieren (Drill beim Waffengebrauch und bei den Gefechtsbewegungen) und Üben (Schanzarbeiten und Lagerbefestigung) sollen den Soldaten zu Gehorsam und einer selbstverständlichen Ordnung führen.
2. Auf der Exerzierdisziplin wird eine differenzierte Gliederung der Truppe aufgerichtet. Eine neu klar gegliederte Ordnung im Lager und im Gefecht erfordert eine Vermehrung der höheren Ämterstellen, schafft aber auch eine gut funktionierende Befehlshierarchie und macht die Truppe beweglicher für den taktischen Einsatz.
3. Pflichtbewusstsein, Bereitschaft zur Verantwortung und Selbstbeherrschung („nicht Fluchen, Raufen, Saufen, Huren“) sind die Tugenden, die den Soldaten auszeichnen.
4. Diese Haltung wird gestützt und gekräftigt durch ein wohldurchdachtes System von Belohnungen und Strafen. Die strengen Strafen der Zeit werden keineswegs abgelehnt, der Soldat soll aber durch Ermunterung und Anerkennung – Beförderung nach Verdienst (nicht nach Alter oder Gunst), öffentliche Belobigung, Geldprämien – davon abgehalten werden, ihnen zu verfallen.
- Das Heer wird durch eine jährliche Heeressteuer finanziert. Nur ein ausreichend und in geordneter Weise bezahlter Soldat wird ein williges Werkzeug in der Hand eines Kriegsherrn sein.
- Die Stellung der Offiziere wird gestärkt durch eine bessere Ausbildung im Waffenhandwerk. Wegen ihrer größeren Pflichten wird von ihnen auch ein höheres Verantwortungsbewusstsein erwartet, bei Versagen erhalten sie eine schärfere Strafe.

### Druck von außen
In den ersten Jahren des Achtzigjährigen Krieges wurden große Teile der nordöstlichen Niederlande von den Spaniern erobert und nachdem der spanische Statthalter Alexander Farnese 1585 Antwerpen erobert hatte, waren die Provinzen der Utrechter Union auf das Höchste gefährdet. Gegen die spanische Infanterie, die zu dieser Zeit als die beste der Welt galt, konnte auf Dauer nur eine neue, reformierte Armee bestehen.

### Einsichtige Heerführer
Die neuen Ideen konnten nur durch Heerführer umgesetzt werden, die von ihnen überzeugt waren und gleichzeitig über eine große Autorität verfügten.

### Finanzmittel
Durch den Handel mit Übersee (Niederländische Ostindien-Kompanie und Niederländische Westindien-Kompanie) verfügten die Niederlande über ausreichende Geldmittel, um die kostspielige Reform finanzieren zu können. Auch der 1596 geschlossene Pakt der Generalstaaten mit England brachte finanzielle Unterstützung.

## Die Reform
Nicht alle Ideen Lipsius’ konnten sich durchsetzen. Vor allem die Absicht, eigene  Landeskinder in das eigene stehende Heer zu verpflichten, war in der damaligen Zeit noch undenkbar. Auf den anderen theoretischen Grundgedanken aufbauend und in direkter Nachahmung der antiken Vorbilder schufen vor allem Moritz von Oranien, Wilhelm Ludwig von Nassau und Johann Johann VII. von Nassau-Siegen ab 1580 das neue Heer der Generalstaaten.

### Vermehrung der Feuerwaffen
Schon das ganze 16. Jahrhundert hatte sich das Verhältnis von Piken und Musketen zugunsten letzterer verändert. Während der Schweizer „Haufen“ und das spanische „Tercio“ noch ein deutliches Übergewicht an Pikenieren hatten, verfügten die Niederländer über ausreichend Geld, um etwa die Hälfte ihrer Truppen mit Feuerwaffen auszurüsten.

### Kleinere Formationen

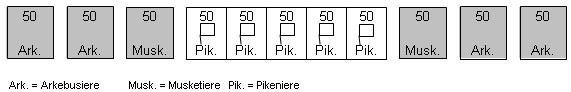
Niederländische Ordonnanz, Troup

Nach römischem Vorbild wurden kleinere, dafür aber mehr  Formationen gebildet, um sie im Gefecht beweglicher einsetzen zu können. Die Regimenter wurden in zwei Troups (Halbregimenter) geteilt, die nun den eigentlichen taktischen Verband bildeten. Ein Troup bestand aus fünf Kompanien, die Kompanien bestanden aus 50 Pikenieren, 40 Arkebusieren und 20 Musketieren. Gleichzeitig wurde die Tiefe der Troups reduziert, die quadratische Karreeformation mit bis zu 30 Linien zu einer nur mehr 10 bis 12 Linien tiefen Formation auseinandergezogen. Somit konnten vor allem die Feuerwaffen besser zum Einsatz gebracht werden.

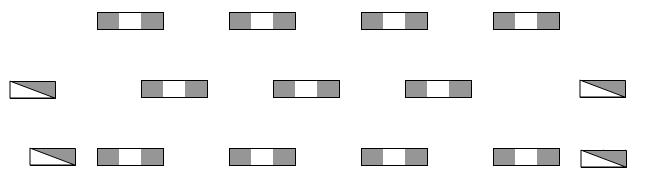
Niederländische Ordonnanz, Aufstellung in Treffen

Zum Ausgleich der geringeren Tiefe im Gefecht gegenüber den Tercios wurden die einzelnen Troups nach römischem Beispiel in mehreren Linien hintereinander (Treffen) auf Lücke aufgestellt. Die Niederländer wandten diese Aufstellung (Niederländische Ordonnanz) erstmals mit Erfolg in der Schlacht von Nieuwpoort 1600 an.

### Waffendrill und Exerzieren
Durch ständigen Waffendrill wurde die Handhabung der Waffen verbessert. Eigene illustrierte Handbücher wurden verfasst, in denen jeder Schritt beim Umgang mit der Pike oder der Muskete abgebildet war, um einheitliche und effektive Manöver ausführen zu können und die Schussfolge der Arkebusiere und Musketiere zu erhöhen. Nach römischem Vorbild wurden dabei die Kommandos in Ankündigungs- und Ausführungskommandos getrennt.
Je näher die Pikeniere und Feuerwaffenträger beieinander standen, umso schneller konnten sich letztere bei Kavallerieangriffen in den Schutz der Pikeniere begeben. Zur Verkleinerung der Abstände entwickelten die Niederländer daher die Enfilade anstelle des Kontermarsches. Dazu kam das Üben von Wendungen, Schwenkungen, Douplierungen und Halbierungen nach Kommando.
Der einzelne Soldat wurde zu einem Rädchen im Getriebe einer möglichst effektiv laufenden, militärwissenschaftlich fundierten Kriegsmaschine reduziert.

### Beginn der stehenden Heere
Diese komplexe Ausbildung (einzeln und in geschlossenen Formationen) erforderte eine lange Ausbildungs- und damit Dienstzeit. Die Soldaten wurden daher nicht mehr nur für einen bestimmten Feldzug angeworben, sondern für eine längere Zeit oder hauptberuflich. Durch die Bezahlung eines regelmäßigen Solds wurden zwar die Kosten für das nunmehr stehende Heer wesentlich größer, das gesicherte Einkommen verhinderte aber die gefürchteten Plündereien.

### Ausbildung der Führer
Waren bisher die unteren militärischen Führer Vorkämpfer auf Zeit, waren sie nun ebenfalls ständig im Dienst und verantwortlich für die Ausbildung, die Bewegungen im Gefecht und für das „moralische“ Verhalten der Soldaten. Gleichzeitig stieg ihre Zahl im Heer wegen der größeren Anzahl der Kompanien und sie mussten selbst alle Kommandos und deren Ausführung beherrschen.
So konnte sich langsam ein Offizierkorps mit eigenem Ethos herausbilden.

## Auswirkungen der Reform
Die von Lipsius geforderten soldatischen Tugenden und sein System von Belohnungen und Strafen führten zu dem 1590 erlassenen, von Petrus Papus von Tratzberg verfassten Articulsbrief der niederländischen Generalstaaten, der erstmals ein einheitliches Kriegsrecht ohne Unterscheidung für Reiter und Fußknechte schuf. Die im niederländischen Heer erreichte Ordnung führte dazu, dass dort die jahrhundertealte Furcht vor den Soldaten verschwand. Die Kriegsartikel selbst waren Vorlage für viele weitere folgende, insbesondere die schwedischen von 1632, die brandenburgischen von 1656 und die englische New Model Army unter Oliver Cromwell.
Damit sind die Grenzen der Oranischen Heeresreform aber auch klar bezeichnet. Der praktisch-technische Teil der Ideen Lipsius’, die durch sie umgesetzt wurden, beeinflussten über Jahrhunderte die europäischen Heere. Seine „politisch-soziologischen Forderungen blieben den Zeitgenossen [und für über 100 Jahre auch deren Nachfolgern] unverständlich oder zumindest undurchführbar. Das Militärwesen in Gestalt des Söldnerheeres wurde noch grundsätzlich als selbständiger Organismus angesehen, der wohl vom Staat zum Zwecke der Kriegsführung ins Leben gerufen und genährt wurde, der aber als Fremdkörper außerhalb des Staates stand. Der absolutistische Staat übernahm das Militärwesen in der Form des Stehenden Söldnerheeres als einen selbständig funktionierenden Organismus, der nur über die Person des Herrschers in den Staat integriert wurde.“ „Erst die französische Revolution mit dem gänzlichen Umbruch des Staats- und Menschenbildes schuf hier grundlegende Veränderungen, die zu einer neuen Wehrordnung und zu einem neuen Leitbild des Soldaten führte.“

## Verweise